# Dresdner Requiem
Das Dresdner Requiem (RMWV 10) ist ein Werk des deutschen Komponisten Rudolf Mauersberger. Das dreichörige Requiem ist größtenteils a cappella angelegt. Neben den Chören treten ein Knabenalt und ein Knabensopran auf. Es kommen Soloinstrumente wie Blechbläser (Trompete 1–3, Posaune 1–3, Tuba), Schlagwerk (2 Pauken, kleine/große Trommel, Becken, Xylophon, Tamtam, Glockenspiel, Stabglocken), Kontrabass, Celesta und Orgel zum Einsatz.

## Entstehungsgeschichte

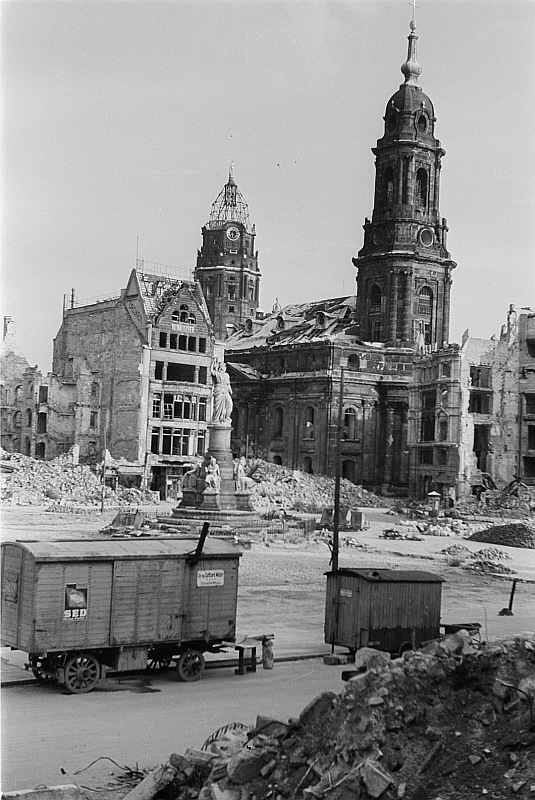
Zerstörte Kreuzkirche im Jahr 1945

Der Dresdner Kreuzkantor Mauersberger komponierte das Werk unter dem Einfluss seiner Erlebnisse der Bombardierung und Zerstörung Dresdens in der Nacht vom 13. zum 14. Februar 1945. Das Dresdner Requiem entstand 1947/1948, es wurde bis zum Jahr 1961 mehrfach geändert und ergänzt. Uraufgeführt wurde es am 26. Juni 1948 in der Martinskirche in Dresden durch den Dresdner Kreuzchor unter Leitung des Komponisten (mit Wiederholungen in der Christuskirche Freitag und den Domen zu Meißen und Freiberg/Sa.). Mauersberger widmete es „den Toten des grausigen Geschehens der letzten Jahre“. Das Requiem ist in seinem liturgischen Aufbau „eine evangelische Totenmesse, wie sie die protestantische Kirche noch nicht besitzt“. Mauersberger nannte sein Werk eine „evangelische Totenmesse […] nach Worten der Bibel und des Gesangbuches“. Der ursprüngliche Titel des Werkes war Liturgisches Requiem.
Die Knabensoli waren ursprünglich für Peter Schreier komponiert; er sang zur Uraufführung.

## Gattung und Textauswahl
Das Dresdner Requiem gehört zu Mauersbergers Werken mit biblischen Texten, mit denen er das Schicksal Dresdens thematisierte.
Bis auf den Introitus Requiem aeternam nutzt Mauersberger für das Werk nur deutschsprachige Texte. Diese stammen aus dem Alten und Neuen Testament in der Luther-Übersetzung sowie aus dem evangelischen Gesangbuch. Für die liturgischen Texte nutzte Mauersberger freie Übersetzungen aus einem böhmischen Gebetbuch, diese erweiterte er um Choralstrophen. Laut Mauersberger stellt das Requiem „einen Versuch dar, den Gehalt des bekannten lateinischen Requiems in deutscher Sprache zu bringen, zum Teil erweitert oder in sinngemäßer biblischer Umschreibung. Zusätzlich eingefügt sind die im katholischen Seelenamt enthaltenen liturgischen Stücke wie Introitus, Psalm, Graduale, Epistel und Schlussgebet ‚De profundis‘“. Mauersberger greift mit dem Requiem bewusst eine Gottesdienstordnung auf, die es im Protestantismus nicht gibt.
Bis auf den traditionellen liturgischen Abschnitt Agnus Dei hat Mauersberger keinen Text ausgewählt, der das Thema der Sünde behandelt.

## Musikalische Umsetzung und Aufbau

### Einsatz der Chöre
Das Requiem ist für drei Chöre konzipiert. Der großbesetzte Hauptchor befindet sich auf der Chor- beziehungsweise Orgelempore. Ihm sind die Soloinstrumente zugeordnet. Der Altarchor in Kurrendetracht symbolisiert Jesus Christus, ihm sind die Evangelienworte im Dies irae vorbehalten. Der Fernchor (im Treppenhaus hinter dem teilweise geöffneten ovalen Fenster oberhalb des Altars der Dresdner Kreuzkirche) stellt die Welt der Verstorbenen dar. Die Chöre sind vier- bis achtstimmig.

### Aufbau
Das Dresdner Requiem gliedert sich in Introitus, Kyrie, Vergänglichkeit/Tod/Dies irae und Trost durch das Evangelium, Sanctus, Agnus Dei sowie den Beschluss.
Im Blickpunkt des Dresdner Requiems steht das biblische Nachdenken über den Tod. So ist beispielsweise im Kyrie eine Epistel (Satz 6) eingefügt, ein traditionelles Lesestück angesichts des Todes. Mauersberger ersetzt Sequenz und Offertorium durch fünf Teilstücke (Sätze 8–10, 11–13, 14–16, 17–19 und 20–22), die die Vergänglichkeit und den Tod schildern, sowie Evangelienspruch und Kirchenliedstrophe. Dabei handelt es sich um alttestamentliche Texte aus den prophetischen Büchern, dem Buch der Weisheit sowie den Apokryphen. Diese werden in allen Teilstücken durch den Hauptchor getragen; sie beziehen sich auf die Jetztzeit und das zerstörte Dresden. Die Christusworte aus dem Johannes-Evangelium und aus der Offenbarung des Johannes (Trost durch das Evangelium) singt der Altarchor. Der Fernchor singt die Liedstrophen des 1., 2. und 5. Teilabschnitts, wohingegen der Hauptchor in den Teilabschnitten 3 und 4 die Strophen des deutschen Dies irae singt. Durch diese Struktur ist einem Lebensschicksal ein tröstendes Christuswort gegenübergestellt.
In Sanctus und Agnus Dei musizieren Chöre, Blechbläser und Orgel sowie Gemeinde gemeinsam. Der Posaunenchor ist aus Mauersbergers erzgebirgischer Heimat entlehnt, wo er fester Bestandteil einer Beerdigung ist.

### Struktur
Seit der Wiedereinweihung der Kreuzkirche am 13. Februar 1955 wird dem Requiem die Trauermotette „Wie liegt die Stadt so wüst“ vorangestellt, deren Text aus den Klageliedern Jeremias zusammengestellt wurde. Die Motette stammt aus dem 1945 von Mauersberger geschaffenen Zyklus Dresden (RMWV 4). Beide Werke werden durch die tiefe Glocke des Kreuzkirchengeläuts verbunden.
| Satz                                                                                           | Bezeichnung                    | Chor                           | Informationen |
| ---------------------------------------------------------------------------------------------- | ------------------------------ | ------------------------------ | --- |
| 1                                                                                              | Vorspiel und Requiem aeternam  | Altarchor                      | Liturgie |
| Introitus                                                                                      |                                |                                | |
| 2                                                                                              | Antiphon                       | Hauptchor, Fernchor            | Liturgie |
| 3                                                                                              | Psalm                          | Hauptchor                      | Psalm 65,2–3 |
| 4                                                                                              | Antiphon                       | Hauptchor, Fernchor            | Liturgie |
| Kyrie                                                                                          |                                |                                | |
| 5                                                                                              | Kyrie                          | Hauptchor, Altarchor           | Liturgie |
| 6                                                                                              | Epistel                        | Hauptchor, Fernchor            | Offenb. Joh. 14,13 |
| 7                                                                                              | Gebet (Graduale)               | Hauptchor, Fernchor            | Liturgie |
| Vergänglichkeit, Tod, Dies irae und Trost durch das Evangelium (Christusworte des Altarchores) |                                |                                | |
| 8                                                                                              | Vergänglichkeit                | Hauptchor                      | Weish. Salom. 2,1.4 ; Hiob 7,9–11 ; 9,21 |
| 9                                                                                              | Evangelium                     | Altarchor                      | Joh. 16,33 |
| 10                                                                                             | Choral                         | Fernchor                       | Christus, der ist mein Leben (EG 516, 3) Text und Melodie: bei Melchior Vulpius (1609)                                                                                                |
| 11                                                                                             | Tod                            | Hauptchor                      | Hiob 21,22–23.25–26 |
| 12                                                                                             | Evangelium                     | Altarchor                      | Joh. 11,25 |
| 13                                                                                             | Choral                         | Fernchor                       | Machs mit mir, Gott, nach deiner Güt (EG 525, 2) Text: Johann Hermann Schein (1628), Melodie: Gesus (1605), Schein (1628)                                                             |
| 14                                                                                             | Dies irae I                    | Hauptchor                      | Hiob 9,10.12.23 ; Joel 2,6.18 ; Hiob 9,6 |
| 15                                                                                             | Choral                         | Hauptchor                      | Tag des Zorns, o Tag voll Grauen (5. und 17. Strophe) Text: Christian Karl Josias von Bunsen nach Thomas von Celano, Melodie: unbekannt                                               |
| 16                                                                                             | Evangelium                     | Altarchor                      | Joh. 24,27 |
| 17                                                                                             | Dies irae II                   | Hauptchor                      | Hes. 37,1–3 |
| 18                                                                                             | Evangelium                     | Altarchor                      | Offenb. Joh. 1,17–18 |
| 19                                                                                             | Choral – Deutsches „Dies irae“ | Hauptchor                      | Text nach dem lateinischen „Dies irae“ des Thomas von Celano und einem deutschen Lied, bearbeitet von Bartholomäus Ringwaldt, Melodie: 15. Jahrhundert/Wittenberg 1529                |
| 20                                                                                             | Dies irea III                  | Hauptchor                      | Klagel. Jerem. 3,3 ; Hiob 30,15 ; Klagel. Jerem. ; Psalm 66,12 ; 18,8–9 ; Offenb. Joh. 11,8 ; 6,8 ; 8,7.13 ; Klagel. Jerem. 2,21.13.8–9 ; 1.11 ; 1. Macc. 2,7 ; Jesus Sirach 51,10–11 |
| 21                                                                                             | Evangelium                     | Altarchor                      | Offenb. Joh. 21,4–5 |
| 22                                                                                             | Choral                         | Fernchor                       | Wohlauf, wohlan, zum letzten Gang, Strophe 2, Text: C. F. H. Sachse; Melodie: 16. Jahrhundert, Frankfurt am Main 1589                                                                 |
| Sanctus                                                                                        |                                |                                | |
| 23                                                                                             | Praefatio                      | Hauptchor                      | Liturgie |
| 24                                                                                             | Sanctus                        | Hauptchor, Altarchor, Fernchor | Liturgie |
| 25                                                                                             | Osanna                         | Hauptchor, Altarchor, Fernchor | Liturgie |
| 26                                                                                             | Benedictus                     | Hauptchor                      | Liturgie |
| 27                                                                                             | Osanna                         | Hauptchor, Fernchor            | Liturgie |
| 28                                                                                             | Choral                         | Hauptchor                      | Jerusalem, du hochgebaute Stadt (EG 150, 4.6–7), Text: Johann Matthäus Meyfart (1626), Melodie: Melchior Franck (1663)                                                                |
| 29                                                                                             | Osanna                         | Hauptchor, Altarchor, Fernchor | Liturgie |
| 30                                                                                             | Choral                         | Altarchor                      | Jerusalem, du hochgebaute Stadt (EG 150, 4.6–7), Text: J. M. Meyfart (1626), Melodie: Melchior Franck (1663)                                                                          |
| 31                                                                                             | Vorspiel und Choral            | Hauptchor und Gemeinde         | Jerusalem, du hochgebaute Stadt (EG 150, 4.6–7), Text: J. M. Meyfart (1626), Melodie: Melchior Franck (1663)                                                                          |
| 32                                                                                             | Gebet                          | Hauptchor                      | Liturgie |
| Agnus Dei                                                                                      |                                |                                | |
| 33                                                                                             | Choral                         | Hauptchor, Altarchor           | Text: Liturgie, Melodie: aus Spangenbergs Kirchengesänge 1545 |
| 34                                                                                             | Schlussgebet                   | Hauptchor                      | Liturgie |
| 35                                                                                             | „Gib ihnen die ewige Ruhe“     | Hauptchor, Fernchor            | Liturgie |
| 36                                                                                             | Vorspiel und Choral            | Hauptchor mit Gemeinde         | Jesus, meine Zuversicht (EG 526,7) Text: Otto von Schwerin (1644), Melodie: Berlin (1653)                                                                                             |
| 37                                                                                             | Schlusschor                    | Hauptchor, Altarchor           | Liturgie |